# Stan Marsh
Pour les articles homonymes, voir Stanley, David et Marsh.
 (septembre 2020).
- Si vous ne connaissez pas le sujet, laissez ce bandeau (vous pouvez alors contacter les auteurs).
- Si vous supprimez le contenu mis en cause (vous pouvez préalablement contacter les auteurs),

argumentez précisément cette suppression dans la page de discussion
(un manque de référence n'est pas un argument ; une recherche réelle de référence doit avoir été effectuée, être formellement documentée).
Stan Marsh est un personnage de la série télévisée d'animation South Park. Il est doublé par Trey Parker dans la version originale, de qui il est d'ailleurs inspiré ; par Thierry Wermuth dans la version française, ainsi que par Xavier Dolan dans la version québécoise. 
Stan est un des quatre personnages principaux de South Park, avec Kyle Broflovski, Eric Cartman et Kenny McCormick. Il a débuté à la télévision lors de la diffusion, le 13 août 1997, du premier épisode de South Park, Cartman a une sonde anale ; après être déjà apparu dans les deux courts-métrages L'Esprit de Noël, en 1992 (Jesus Vs. Frosty) et 1995 (Jesus Vs. Santa), réalisés par Trey Parker et Matt Stone, les créateurs de la série. 
Stan est un élève de CE2 (puis de CM1) à qui il arrive souvent des aventures extraordinaires, atypiques de la vie qu'on imaginerait dans une petite bourgade telle que South Park, Colorado ; sa ville natale, que la maire McDaniels elle-même qualifie de « trou perdu habité par des bouseux ». Stan est souvent montré comme amical, intelligent, généreux et calme. Il partage souvent avec son ami Kyle un rôle phare en tant que protagoniste de la série. Stan est franc pour exprimer son manque d'estime pour les adultes et leur influence, notamment parce que ces derniers, surtout ceux habitant South Park, sont totalement dénués de sens critique.
Comme les autres personnages de South Park, Stan est, depuis le deuxième épisode de la série, animé par ordinateur ; d'une façon destinée à imiter la technique originale de la série, le cut-out. Il apparaît également dans le long-métrage South Park, le film (1999), ainsi que dans les médias et les produits dérivés liés à South Park. Malgré le portrait enfantin que Parker et Stone peignent de Stan, ses discours sont souvent destinés à refléter des points de vue beaucoup plus adultes sur des sujets compliqués, au point d'être fréquemment cité, dans de nombreuses publications, par des experts dans les domaines de la politique, de la religion, de la culture populaire ainsi que de la philosophie. Il est inspiré par Trey Parker son doubleur dans la version originale.

## Rôle dansSouth Park

### Famille
- « C'est ma sœur. Elle a les boules d'avoir un appareil alors elle se défoule sur moi » (Un éléphant fait l'amour à un cochon)

Stan vit à South Park, à l'adresse 2001 Bonanza Street, avec ses parents Randy et Sharon Marsh. Randy est géologue, et Sharon est secrétaire dans une clinique de rhinoplastie. La famille de Stan comporte également sa grande sœur de 12 ans, Shelley, qui le maltraite et le frappe ; et son grand-père centenaire Marvin, qui appelle sans arrêt Stan « Billy », et qu'il a précédemment supplié de l'aider à se suicider. Il est aussi le neveu du chasseur Jimbo Kern, le demi-frère présumé de Randy. La relation entre Stan et son oncle Jimbo fut modérément évoquée dans les deux premières saisons de la série.
Stan a deux animaux : un chien gay nommé Sparky (voir l'épisode Une promenade complètement folle avec Al Super Gay) et un poisson rouge démoniaque (voir l'épisode Poisson sanglant).
Stan est souvent embarrassé et/ou ennuyé par les actes d'ivresse publique fréquents de son père Randy. Ce-dernier a été dépeint comme un alcoolique dans La Fureur de perdre, et plus tard a été contraint de devenir un membre des Alcooliques anonymes dans Bloody Mary, où Stan doit constamment s’opposer à l’alcoolisme de Randy. Il lui dit qu’il aurait besoin d’apprendre la « Discipuline » (une phrase utilisée par son professeur japonais de karaté plus tôt dans l’épisode) ; ce discours convainc Randy de boire avec modération.
La mère de Stan, Sharon, aurait des « supers nichons », selon les sixièmes de South Park (voir l'épisode Maternelle, où ils demandent une photo en gros plan des seins de la mère de Stan). Également dans Les Petits Policiers, c'est en pensant à la poitrine de Sharon que Butters Stotch obtient son échantillon de sperme (après s'être tripoté pendant deux jours, à cause de Cartman).
Les parents de Stan partagent leurs noms avec ceux des parents de Trey Parker, Sharon Parker et Randolph « Randy » Parker Jr. Trey a également une sœur nommée Shelley, qui lui est très similaire.
Stan a un poster du film The Street Warrior accroché au mur de sa chambre ; The Street Warrior est une parodie de Mad Max 2 avec Mel Gibson.

### Amis
Stan va à l'École Élémentaire de South Park, et fait partie de la classe de CM1 de M. Garrison. Pendant les 58 premiers épisodes de la série - de 1997 à la saison 4, épisode CM1, en 2000 - Stan et ses camarades étaient en CE2. Son anniversaire est indiqué comme le 19 octobre - le même jour que celui du co-créateur de la série Trey Parker - 2001, selon sa page Facebook pendant la saison 14, épisode Vous avez 0 ami. L'attribution de cette date de naissance constitue un anachronisme évident avec les précédents épisodes, Stan existant bel et bien lors de l'épisode Oussama Ben Laden pue du cul, contemporain aux Attentats du 11 septembre 2001 ; de plus, Stan a encore aujourd'hui 11 ans dans la série.
Parmi les personnages principaux de South Park, Kyle est défini comme étant le seul enfant Juif, Cartman se distingue par son obésité, son avidité et sa bigoterie, et Kenny est remarquable pour sa pauvreté et ses morts fréquentes ; alors que Stan ne possède aucun trait proéminent qui le différencie, il est, au contraire, décrit (avec les mots du site officiel de la série) comme « un enfant Américain normal, moyen et déboussolé ».
Stan est inspiré de Trey Parker, alors que Kyle est inspiré de Matt Stone. Stan et Kyle sont meilleurs amis, et leur relation, dont le but est de refléter l'amitié réelle entre Parker et Stone, est un sujet récurrent dans la série. Ces deux-là ont évidemment leurs désaccords, mais se réconcilient toujours, sans effet néfaste à long terme sur leur amitié. Comme c'est le cas d'ailleurs avec ses autres amis et camarades. 
Stan est fréquemment en désaccord avec Cartman, lui reprochant son comportement et se moquant ouvertement de son poids. Malgré cela, Stan n'a pas de relations aussi conflictuelles avec Cartman que Kyle ou Kenny. D'aucuns pensent que Stan est l'une des personnes que Cartman apprécie le plus, ou du moins vanne le moins, parce qu'il est catholique et de classe moyenne comme lui (Cartman ne cesse d'insulter Kyle parce qu'il est juif et roux, mais aussi de se moquer Kenny parce qu'il est pauvre). 
Stan partage également une amitié sincère avec Kenny, et ce-dernier professe que Stan est un des « meilleurs amis qu'un gars pourrait avoir ». Stan peut comprendre la voie assourdie de Kenny (à travers la capuche de son anorak qui lui recouvre presque tout le visage), et s'exclame à maintes reprises la rengaine « Oh mon Dieu ! Ils ont tué Kenny ! » (en version originale : « Oh my God ! They killed Kenny ! »), suivant une des morts de Kenny qui sont vite devenues sa marque de fabrique ; laissant Kyle dire la suite : « Espèces d'enfoirés ! » (en version originale : « You bastards ! »). 
Stan est le seul enfant du groupe a entretenir une relation stable avec une copine, Wendy Testaburger, relation qui était un sujet récurrent dans les premières saisons. Malgré leur réconciliation depuis la saison 11, épisode La Liste (2007), après que Wendy l'ait quitté dans la saison 7, épisode Raisins (2003), leur relation a été un peu moins développée dans les saisons suivantes. Le fait que Stan, nerveux, vomisse lorsque Wendy s'approche de lui, lui parle ou l'embrasse constitue un running gag fréquemment utilisé dans les premières saisons, parfois réutilisé en clin d'œil dans les plus récentes.
Dans bon nombre d'épisodes, Stan réfléchit à l'éthique dans les croyances, les dilemmes moraux et les questions contentieuses, et reflètera souvent les leçons qu'il en a tiré dans un discours commençant la plupart du temps par : « You know, I learned something today... », ce qui, en version française, donne : « Vous savez, j'ai appris un truc aujourd'hui... ».

### Sport
- « Putain je déteste ce sport ! » (La Fureur de perdre)

Plutôt sportif, Stan est régulièrement le capitaine ou le joueur vedette des équipes de son école. Il est le quarterback de l'équipe de football dans Une promenade complètement folle avec Al Super Gay et le lanceur de son équipe de baseball dans La Fureur de perdre (malgré cela, comme tous les membres de son équipe, il déteste ce sport, encore plus que les autres selon Craig). Il est aussi le numéro quatre dans l'équipe de dodgeball de South Park qui a gagné le championnat du monde et faisait partie de l’équipe poussin de hockey lorsqu’il avait quatre ans (cela est révélé dans l’épisode La Coupe Stanley). Son équipe favorite de sport est les Denver Broncos.
Il a également l’intention de passer de skieur débutant à semi-professionnel en seulement deux jours dans l’épisode Asspen. L’épisode se termine avec Stan skiant avec succès sur le K-200, « la course la plus dangereuse d’Amérique », afin de battre Tad et de sauver un centre pour jeunes de la démolition.
Stan possède également d’autres compétences, comme savoir construire une mangeoire et des talents en charpenterie selon l’histoire de Cartman dans Le Noël des petits animaux de la forêt, dans laquelle il construit une crèche.

### Armes
- « J'peux pas tuer le lapin ! » (Volcano)

Pour son âge, Stan apparaît plutôt compétent avec des armes. Dans Wing, il est capable de manier un HK G36, presque aussi bien que Kyle. Dans La Chute du traîneau rouge, il est capable de manier assez bien un M16. Finalement, dans Le Mystère du caca dans l'urinoir, il arrive à prendre un pistolet et à le lever jusqu’à la tête de Kyle. Dans Les Armes, c'est rigolo, Stan manie une paire de tonfas. Mais, il n’est pas aussi compétent que Pip.

### Musique
- « Tenez, Elton John, j'ai écrit cette chanson ! » (Chef Aid)

Bien qu’il n’ait pas les talents musicaux de Kyle ou de Cartman, Stan écrit aussi une chanson dans l'épisode Danger Snobfog, pour demander aux habitants de South Park d'acheter des voitures hybrides pour faire revenir les parents de Kyle (et donc Kyle) qui ont déménagé. Tout comme Kenny et Kyle, Stan joue du violon. Dans l'épisode Chef Aid, il écrit une chanson pour Elton John, intitulée Wake Up Wendy. D'après l'épisode On t'a niqué ta race, Stan est également un danseur talentueux, entraîné par son père. Bien sûr, il peut être vu en train de jouer des instruments avec ses camarades de classes dans L'Été, ça craint, dans Le Bruit marron et dans Pandémie. Il joue aussi de la guitare électrique dans le groupe Moop, dans l’épisode Rock chrétien. Il sait également chanter, comme dans l’épisode Un truc qu'on peut faire avec le doigt. Il est brièvement vu en train de jouer de la batterie dans Combustion spontanée. Mais dans plusieurs épisodes, et notamment Mange, prie et froute, ou Danger Snobfog, il chante plutôt juste.
Dans l'épisode Butterballs, Stan tourne un clip-vidéo contre le harcèlement à l'école où on le voit lui et la plupart des personnages de l'école primaire chanter.

### Conduite
- « Kenny ! Freine brutalement ! » (Servietsky)

Stan a également été montré comme assez capable de savoir conduire, dans quelques épisodes, malgré son âge et sa taille, comme dans Servietsky (tandis que Kenny appuie sur les pédales de frein et d’accélération, il conduit le pick-up jusqu’à « Tynacorp » afin d’emmener Servietsky hors d’atteinte des militaires), dans La Chute du traîneau rouge (où il conduit le traîneau de secours du Père Noël, après qu’il a été abattu en Irak) et dans Bloody Mary (où il conduit Randy à la statue de la Vierge Marie). Dans La Nuit des clochards vivants, c'est lui qui conduit le bus.

## Personnage

### Création et apparence
- « Ce qui compte c'est ce qu'on est à l'intérieur » (Une promenade complètement folle avec Al Super Gay)

Un enfant non-nommé similaire à Stan est pour la première fois apparu dans le court-métrage L'Esprit de Noël - Jesus Vs. Frosty, créé par Trey Parker et Matt Stone alors qu'ils étudiaient à l'Université du Colorado. Ce personnage était constitué de papier cartonné découpé et animé avec la technique du stop-motion. Quand Brian Garden, un ami de Parker et Stone, leur demanda de réaliser un nouveau court-métrage qu'il pourrait envoyer à ses amis en guise de carte de noël animée, les deux co-créateurs de South Park firent un nouveau court-métrage similaire en termes d'animation, qu'ils baptisèrent Jesus Vs. Santa. Dans ce-dernier, Stan apparaissait encore une fois. Puis Stan apparut le 13 août 1997 à la télévision américaine, dans le premier épisode de la série diffusé sur Comedy Central : Cartman a une sonde anale.
Suivant la tradition du style d'animation de la série, Stan est composé de formes géométriques simples et de couleurs primaires,. Il ne possède pas la même fluidité de mouvements que les personnages animés manuellement ; il est la plupart du temps montré d'un seul angle (de face), et ses mouvements sont volontairement rendus saccadés,,. Cependant encore aujourd'hui et depuis le deuxième épisode de South Park, Muscle Plus 4000, lui et les autres personnages de la série sont animés informatiquement, malgré la volonté des réalisateurs de faire croire qu'il s'agit toujours de la même technique d'animation qu'auparavant.
Stan porte habituellement un bonnet bleu foncé dont le bord et le pompon sont rouges, un manteau marron, un pantalon bleu et des moufles rouges. Comme Kyle et Kenny, Stan enlève rarement son bonnet, mais à quelques occasions on peut le voir découvert (la première fois pendant Comment manger avec son cul). Il est alors montré comme ayant des cheveux noirs et en bataille. 
Il obtint son nom entier dans l'épisode Un éléphant fait l'amour à un cochon, partageant le nom « Marsh » avec l'arrière grand-père paternel de Trey Parker.
Apparemment, il a aussi les yeux bleus, comme Kyle le précise à Butters lorsque celui-ci dessine les silhouettes du cartoon dans Le Cycle du caca. Une version réaliste de Stan, commandée par la police de South Park, apparaît dans l'épisode Sauvez Willzyx.
En doublant Stan sans aucune manipulation, Trey Parker parle normalement en ajoutant une intonation d'enfant dans sa voix. L'enregistrement est alors édité avec Pro Tools, altérant la tonalité de la voix pour la rendre plus semblable à celle d'un enfant de CM1,.
Sa voix a changé au fil des saisons. Dans les premiers épisodes, elle est plutôt aigüe et juvénile, indiquant que le petit garçon est encore un peu immature. Entre-temps, elle est devenue un peu plus grave, et son intonation a évolué : elle reflète en quelque sorte son gain de maturité. Ce changement (qui a aussi touché Kyle, Wendy, Cartman, etc.) est plus perceptible dans la version originale.
L'anniversaire de Stan, le 19 octobre, est le même que celui de Trey Parker.

### Personnalité et phrases fétiches

#### Personnalité et traits

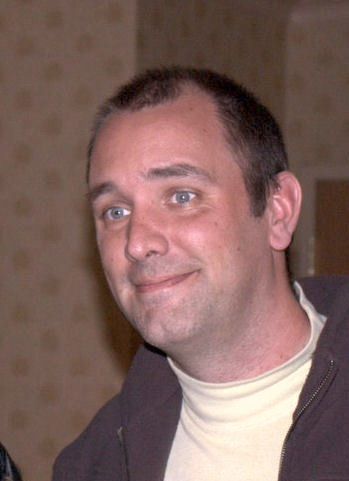
Stan est basé sur son doubleur, Trey Parker, co-créateur de South Park.

Stan a un langage passablement vulgaire, un trait de personnalité présent chez ses amis aussi, suivant une volonté de Parker et Stone de montrer comment parlent les garçons lorsqu'ils sont entre eux,. Quand il fait face à certaines situations, Stan s'exclame dans la version originale « Dude, this is pretty fucked up right here » (ce qui signifirait en français : « Vieux, c'est plutôt la merde ici »). Mais Parker souligne que même si Stan est cynique et grossier, il possède une « douceur sous-jacente » ; et le magazine Time a décrit Stan et ses amis comme « parfois cruels mais avec un cœur d'innocence ». 
Stan est adepte de l'humour scatologique, et les fonctions excrétoires du corps humain le font rire. Ses personnages de série préférés sont Terrance et Philippe, un duo canadien, dont l'humour se résume à des blagues sur les pets. 
Stan est un amoureux des animaux. Il est fortement opposé à la chasse que son oncle Jimbo pratique, et s'est notamment fait remarquer en devenant végétarien, après avoir été pris de compassion pour des bébés veaux dans une ferme, à un tel point qu'il finit par les cacher dans sa chambre pour les protéger de l'abattage. Plus tard, il fut forcé de quitter le végétarisme à cause d'une sévère maladie qu'il avait développé ; cependant, il combat toujours pour les droits des animaux, en devenant un membre temporaire de la PETA dans l'épisode Poire à lavement et sandwich au caca (saison 8, 2004), et en sauvant les baleines et les dauphins des japonais dans l'épisode Putain de baleines ! (saison 13, 2009).
Le seul adulte en qui Stan eut constamment confiance était Chef, le cuisinier de la cantine de l'école, Stan gardant une basse estime de tous les autres adultes de la série, à cause de leur tendance à se comporter irrationnellement quand ils sont sujets aux arnaques, aux cultes, aux histoires romancées par les médias qui le laissent souvent sceptique, et à l'hypocrisie. Il doute de la légitimité de la médecine holistique, déclare les cultes comme dangereux, et juge ceux se revendiquant médiums comme des imposteurs, notamment en déclarant John Edwards comme étant « le plus gros connard de l'univers ».
Après avoir eu 10 ans, Stan fut diagnostiqué avec un cynisme, qui est, dans la série, traité comme un trouble psychique sévère, où le sujet ne voit rien, à part des excréments remplaçant les humains et les animaux. De la même façon, il n'entend plus rien que des flatulences, prenant la place de chaque son. Stan perdit tous ses amis, ses parents divorcèrent et il déménagea.
Cet épisode se finit en un cliffhanger et donna lieu à bon nombre de spéculations concernant une fin éventuelle de la série ; mais les première et seconde parties de la série résolurent l'arc narratif, dans le sens où Stan avait été, à tort, diagnostiqué avec le syndrome d'Asperger, et avait découvert que le whisky Jameson soignait le cynisme. Après s'être battu pour réparer sa vie, il explique finalement qu'il ne veut pas que les choses reviennent à la normale, quand ses parents se remettent ensemble et que sa vie est réparée, la fin de l'épisode impliquant cependant que Stan pourrait rester lié au whisky pour continuer sa vie de tous les jours.

#### Phrases fétiches
- « Bah on est tous frères et nos parents sont morts ! » (Les Armes, c'est rigolo)

Depuis le début de la série, un running gag fait intervenir Stan, Kyle et, en quelque sorte, Kenny. Lorsque ce dernier meurt, Stan s'exclame « Oh mon Dieu, il(s) a(ont) tué Kenny ! » ((en) « Oh my God, you/they killed Kenny! ») et Kyle crie « Espèces d'enfoirés ! » (« You bastards ! »). Stan l'utilise même pour trouver Kyle dans Les Super Meilleurs Potes avant qu'il se suicide. Lorsqu'il trouve Kenny, il dit « Oh mon Dieu, ils ont tué Kenny ! » et Kyle répond « Espèces d'enfoirés ! » Stan entend Kyle et répète sa réplique jusqu'à ce qu'il le trouve.
Dans plusieurs épisodes, Stan résume souvent la morale de l'histoire dans un petit discours commençant par « Vous savez, j'ai appris un truc aujourd'hui » ((en) « You know, I learned something today »). Kyle ou d'autres personnages (plus rare) reprennent parfois ce rôle dans certains épisodes.
Stan a aussi l'habitude de se prendre le nez entre les doigts et de fermer les yeux lorsqu'il est frustré ou exaspéré (comme l'acteur Lino Ventura avait l'habitude de le faire). Il dit aussi souvent « Putain, sans déconner », « Putain, ça craint », « Wa Putain ! » ou « Aw, aw, non, non, non, non (etc.) » lorsqu'il est contrarié ou qu'il sent que la situation va devenir désagréable, comme lorsque M. Garrison va mettre Lemmiwinks dans le rectum de M. Esclave dans Le Camp de la mort de tolérance. Dans la sixième saison, si les garçons essaient de faire faire quelque chose à Butters ou à Tweek et qu’ils ne veulent pas, Stan leur dit « Kenny l’aurait fait », ce qui les convainc de le faire.
Une des manies les plus fréquentes de Stan est sa tendance à vomir. Bien qu’il vomisse lorsqu'il est seul avec Wendy, il peut vomir également dans d’autres situations. Par exemple, quand il regarde un film indépendant qui montre une exploration homosexuelle dans Boulettes de Chef au chocolat salé ou encore lorsqu’il voit la mère de Cartman sur une vidéo scatophile ou lorsqu'il est amoureux comme le dit Cartman dans l'épisode Chirurgie esthétique. Il ne peut également pas supporter de regarder la chirurgie pendant qu'il aide un docteur et finit par vomir dans la poitrine ouverte d’un patient.

## Biographie
Stan est souvent prêcheur et critique beaucoup les tendances populaires. L’exemple le plus évident est l’épisode Tampons en cheveux de Cherokee, lorsqu’il défie Mlle Information et son magasin de médecine alternative et où il montre également de l’héroïsme en déclarant qu’il donnerait avec joie un rein à Kyle même « si ça fait super mal », dans Les Super Meilleurs Potes, quand il soutient le combat contre le culte et le suicide collectif de David Blaine (dans cet épisode, il sauve à nouveau la vie de Kyle), et dans l'épisode Le Plus Gros Connard de l'univers où il accuse le médium John Edward d'être « le plus gros connard de l'univers ». Dans cet épisode, il possède également son propre show (où il essaye de prouver que la lecture froide est fausse, la foule croit qu’il est également un médium) et se bat avec John Edward dans une « confrontation psychique ». Cependant, Kyle le remplace pour ce rôle, et c'est au tour de Stan d'être crédule — comme lorsqu'il adopte la tendance métrosexuelle dans l'épisode South Park est gay, l'épisode Chinpokomon, ou encore dans l'épisode Raisins, lorsqu'il devient gothique après avoir rompu avec Wendy. Les personnalités de Stan et de Kyle sont assez similaires, mais ne sont pas tout à fait interchangeables. 
En tant qu'amoureux des animaux, Stan résiste à l'influence de son oncle Jimbo qui veut aller chasser avec lui dans Volcano, devient un membre de la PETA dans Poire à lavement et sandwich au caca (bien qu’il ait eu le choix entre la joindre ou être tué) tente de sauver des veaux dans Le veau, c'est rigolo et essaye de rendre une chèvre à ses propriétaires dans Oussama Ben Laden pue du cul. Bien qu'il ait de bonnes intentions, ses interventions mettent souvent ses amis et lui-même dans des situations très épineuses. Stan et Craig sont également allés au Mexique et sont parvenus à obtenir le programme spatial mexicain pour emmener une orque sur la Lune afin de le sauver dans Sauvez Wilzy-X (avec tous les enfants de South Park ayant été amenés à croire qu’il y avait une baleine tueuse venant de la Lune). Dans Deux jours avant le jour après demain après que Cartman et lui ont crashé leur bateau dans un barrage de castors et nagé vers le rivage, voyant leur bateau exploser, Stan dit « J’espère qu’on n'a heurté aucun castor». Dans Putain de baleines !, Stan mène un combat acharné pour protéger les baleines et les dauphins de la chasse aux baleines des Japonais.
Stan est aussi très catégorique, l’exemple le plus évident peut être vu dans Homoursporc, dans lequel il défend partiellement Al Gore car il le plaint, parce qu’il « n’a pas un seul copain ». Cependant quand cette pitié se retourne contre eux et les fait tomber dans une cave où Al Gore allait presque les tuer (non intentionnellement), il est le seul des quatre à amener Al Gore à une réalité froide et dure lui criant « Vous approchez pas, sale con ! Vous me faisiez de la peine alors j’ai voulu être cool avec vous parce que vous avez pas de copains ! Mais maintenant je sais pourquoi vous en avez pas, des copains ! Vous vous êtes servis de l’Homoursporc [représentant le réchauffement climatique] pour attirer l’attention des gens sur vous parce que vous êtes un loser ! » Cela n’affecte cependant pas Al Gore qui lui dit qu’il va faire un film avec lui (Une vérité qui dérange). Sa première vraie « rencontre » avec la politique et le vote est assez froide (Poire à lavement et sandwich au caca) et son bord politique est assez flou.  
Lors des sept premières saisons de la série, Stan avait une petite amie, Wendy Testaburger. Au début de la série un running gag consistait à le faire vomir par stress dès que Wendy lui adressait la parole. Cependant, plus la série avança, plus l'histoire entre Stan et Wendy perdit de son importance. Dans l'avant-dernier épisode de la septième saison, intitulé Raisins, Wendy plaque Stan qui devra apprendre à surmonter sa peine. Aucune raison réelle n’a été donnée, mais il a été suggéré que Wendy a plaqué Stan pour être avec Token Black, cela est montré quand Stan tient un radiocassette jouant du Peter Gabriel devant la fenêtre de Wendy et Token est vu avec elle quand il tire les rideaux. À la fin de l’épisode cependant, Stan est convaincu par Butters, qui a également « rompu » avec sa petite amie, d’aimer la vie et l’épisode finit avec Stan criant à Wendy que c’est une « pétasse » et faisant un doigt d’honneur à Token. Wendy a joué un plus petit rôle depuis cet épisode. Mais Stan semble avoir encore des sentiments pour Wendy. Dans l'épisode Suivez cet œuf !, il est jaloux de Kyle qui travaille avec Wendy. Cependant, à la fin de l'épisode, il lui dit que c'est vraiment fini. Dans La Liste ils se reparlent depuis leur séparation et mènent une enquête. À la fin de l'épisode, ils admettent que les choses ont changé, sont sur le point de s'embrasser et Stan se remet à vomir à flots. Malgré cela, la situation s'est améliorée ; il est vrai que dans la première saison de South Park, Stan vomissait dès que Wendy lui adressait la parole, alors que dans l'épisode Elementary School Musical (saison 12), elle lui fait un bisou sur la joue et il ne vomit pas. 
Dans l’épisode Piégé dans le placard, Stan est découvert comme étant le leader de la Scientologie après avoir obtenu le plus haut niveau de thétans après L. Ron Hubbard et a vite été approché par Tom Cruise, dont Stan trouve qu’il est un acteur « moyen ». Après avoir entendu cela, Tom Cruise crie « Je suis un ringard aux yeux du Prophète », court dans le placard de Stan et s’y enferme. Après plusieurs tentatives sans succès pour le faire sortir, Stan crie à son père « Papa ! Tom Cruise veut pas sortir de mon placard » (cela a un rapport avec les rumeurs disant que Tom Cruise serait gay, car « sortir du placard » signifie pour un homme gay d’admettre qu’il est gay). Stan dira plus tard que la Scientologie est un canular.
Dans l’épisode Dieu es-tu là ? C'est Jésus à l'appareil, Stan est amené à croire qu’il est le seul garçon des quatre à n’avoir pas eu ses menstruations (Cartman les a eues, à cause d’une infection à l’estomac, puis Kenny pour la même raison et qui en mourra plus tard et Kyle qui s’est peut-être senti abandonné et qui a prétendu les avoir). Stan est abandonné par les trois autres car il n’est pas « assez mûr » (aucun des quatre n’a la moindre idée que les garçons ne peuvent pas avoir de menstruations), va chez le Dr. Mephisto pour demander des hormones (il raconte au Dr. Mephisto que ces hormones sont pour son père qui n’a jamais eu sa puberté) et à la fin de l’épisode il a une voix basse, de la poitrine, des poils au visage mais pas de menstruations. Il utilisera plus tard la seule question disponible depuis 2000 ans pour demander à Dieu (qui est brièvement venu sur Terre) pourquoi il ne lui a pas donné ses menstruations. Tout le monde reste silencieux pendant 20 secondes et Dieu répond à la question : c’est parce qu’il est un garçon et qu’il ne peut pas avoir ses règles. L’épisode se finit lorsque tout le monde poursuit Stan pour avoir « gaspillé » une question pour quelque chose de si stupide.
Malheureusement, Stan est, dans les dernières saisons, victime d'un certain nombre de troubles. D'abord, il fait une crise d'amassage compulsif — hoarding en anglais (Inseption, m'voyez) — ; après ça, il fait une crise de cynisme où il subit — même si l'épisode État de trou du cul cynique semble allégorique — des hallucinations qui affectent tous ses sens ; et encore après cela, il commence à boire.

## Impact médiatique et culturel
En 2014, Stan a été classé par IGN à la troisième place de leur « Top 25 des personnages de South Park », commentant qu’ « il agit souvent comme la voix de la raison face aux évènements les plus durs de la série, et de bien des façons il est plus mature que son père Randy ». Le site conclut que « son histoire en tant qu’un des personnages les plus stables et réfléchis de la série ont fait de lui le parfait candidat pour exprimer les frustrations créatives et professionnelles de Trey Parker et Matt Stone ».
Stan exprime souvent son point de vue sur la religion, et il fut au centre d'un des épisodes les plus controversés de la série, Piégé dans le placard (saison 9, 2005), où il fut reconnu comme la réincarnation du fondateur de la Scientologie L. Ron Hubbard, avant de dénoncer que l'église en question n'est qu'« une grosse arnaque globale ».
Dans les 18 saisons de South Park, Stan a abordé d'autres sujets comme l'homosexualité, la législation sur les crimes de haine (en), les libertés publiques, l'éducation familiale, l'immigration clandestine, le droit de vote, l'alcoolisme et les relations ethniques (en). Ses opinions à propos de ces problématiques ont été interprétées comme des affirmations que Parker et Stone essaient de transmettre au public, et sujet de beaucoup d'analyse critiques dans les médias et le monde littéraire. Le livre South Park and Philosophy: You Know, I Learned Something Today (en) inclut un essai dans lequel le professeur de philosophie Henry Jacoby, de l'université de l'Est de la Caroline, compare les actions et le raisonnement de Stan au sein de la série aux enseignements philosophiques dispensés par le philosophe britannique William Kingdon Clifford ; ainsi qu'un autre essai par le professeur de philosophie John S. Gray de la Southern Illinois University (en), qui fait référence à l'abstention de Stan au vote pour choisir la mascotte de l'école, dans l'épisode Poire à lavement et sandwich au caca (saison 8, 2004) en décrivant la philosophie politique et les lacunes évidentes du bipartisme.
Des essais dans les livres South Park and Philosophy: Bigger, Longer, and More Penetrating (en), Blame Canada! South Park and Contemporary Culture, et Taking South Park Seriously ont également analysé les perspectives de Stan dans le cadre des concepts populaires philosophiques, théologiques et politiques.

## Interprètes (voix)
- Trey Parker : Voix originale américaine série et film
- Thierry Wermuth : Voix française série et film
- Daniel Lesourd : Voix québécoise film
- Xavier Dolan : Voix québécoise (saison 1 uniquement)
- Maxime Desjardins-Tremblay Voix québécoise (depuis la saison 2)
- Hiro Yūki : Voix japonaise
- Benedikt Weber : Voix allemande série
- Dominik Auer : Voix allemande film (dialogues uniquement)
- Ralf Vornberger : Voix allemande film (chansons)
- Rodri Martín : Voix espagnole série
- Miguel Angel Varela : Voix espagnole film
- Carlos Íñigo : Voix hispanique saisons 1 (premier doublage)
- Eduardo Garza : Voix hispanique saisons 2 (premier doublage) et film (premier et second doublage)
- Ricardo Bautista : Voix hispanique depuis la saison 3 (deuxième doublage) et film (troisième doublage)
- Yamin Benarroch : Voix hispanique saison 1 et 2 (redoublage)
- Guillermo Sauceda : Voix hispanique à partir de la saison 3
- Sergio Sáez : Voix hispanique à partir de la saison 8
- Ángel Rodríguez : Voix hispanique à partir de la saison 10
- Nanni Baldini : Voix italienne saison 1 à 4 et film
- Davide Albano : Voix italienne à partir de la saison 5
- Bozsó Péter : Voix hongroise série et film